# Rudolf Stahl (Mediziner)

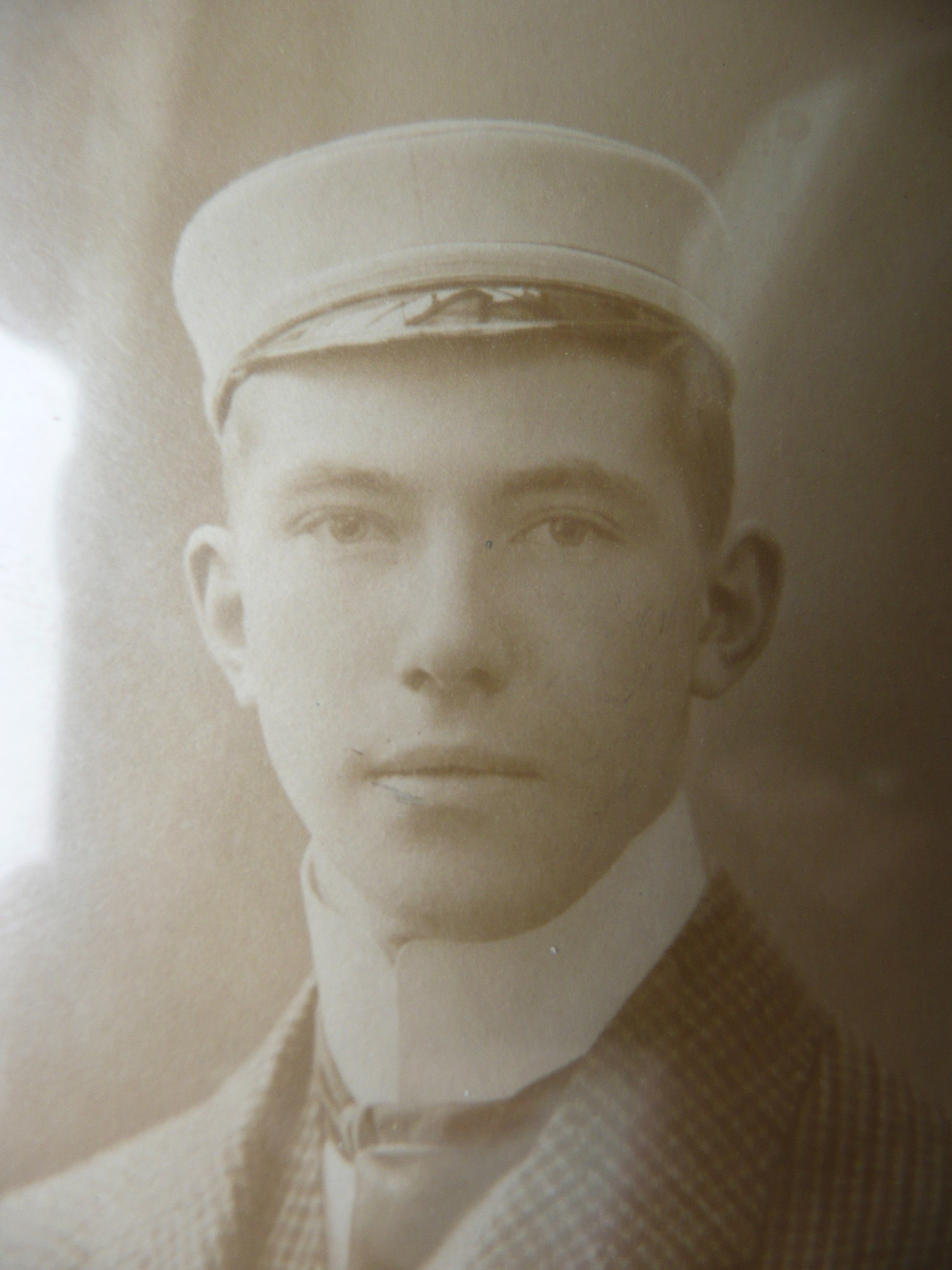
Rudolf Stahl als Student (1909)

Rudolf Stahl (* 8. März 1889 in Breslau; † 11. Oktober 1986 in Braunschweig) war ein deutscher Internist und Professor.

## Leben
Stahl wuchs in Breslau auf und legte dort 1908 auf dem Heilig-Geist-Gymnasium die Abiturprüfung ab. Anschließend studierte er in seiner Heimatstadt Medizin und war beim Corps Silesia aktiv. 1915 wurde er bei Joseph Forschbach und Julius Pohl an der Universität Breslau promoviert. Nach kurzer Tätigkeit als Medizinalpraktikant in Berlin war er im Ersten Weltkrieg als Feldarzt tätig. Nach dem Krieg war er als Assistent von Hans Curschmann an der Medizinischen Klinik in Rostock. Dort habilitierte er sich 1924 für Innere Medizin, und 1926 wurde er außerplanmäßiger Professor an der Universität Rostock.
Von 1929 bis 1946 war er Leitender Arzt am Krankenhaus Bethanien in Breslau. Dort gelang es ihm nach der Kapitulation der Wehrmacht durch Verhandlungen mit dem russischen Kommandanten Matwei Wassiljewitsch Sacharow zu erreichen, dass die von den deutschen Truppen verminte St. Elisabethkirche entmint und vor der Zerstörung gerettet wurde. Stahl ging sodann in den Westen und war ab 1948 Chefarzt des Städtischen Krankenhauses Braunschweig.
1929 heiratete Stahl in Breslau die Malerin Ursula Schultze, sie bekamen zusammen fünf Kinder.

## Leistungen
Stahl forschte besonders auf den gebieten der Blutkrankheiten und Blutübertragung, der bakteriellen Herzentzündung sowie der richtigen Ernährung und Diätetik. Sein größter wissenschaftlicher Erfolg war die Einführung einer neuen Form der intravenösen Dauertropfinfusion im Jahr 1939. Er war Mitgründer und später Ehrenmitglied der Nordwestdeutschen Gesellschaft für innere Medizin und Inhaber der Ludolph-Brauer-Medaille in Gold. 1984 wurde ihm das Bundesverdienstkreuz 1. Klasse verliehen.

## Schriften
- Beitrag zur Methodik der Blutzuckerbestimmung unter besonderer Berücksichtigung der Methoden von Möckel-Frank und Forschbach-Severin. Medizinische Dissertation, Breslau 1915.
- Die Bluttransfusion als Mittel zur therapeutischen Umstimmung. F. Hirt, Breslau 1937.
- Die Bluttransfusion in der inneren Medizin (= Vorträge aus der praktischen Medizin. H. 28). Enke, Stuttgart 1952.
- (Hrsg.) Optimale Ernährung des Gesunden. Hansisches Verlags-Kontor, Lübeck 1954.